# Copa Balcànica de clubs
L'any 1961 es creà la Copa Balcànica, per a clubs d'Albània, Bulgària, Grècia, Romania, Turquia i Iugoslàvia. La competició es disputà 27 cops, i a diferència de la Copa Balcànica de Nacions no tingué gran rellevància.

## Palmarès
| Any     | Campió                       | País          |
| ------- | ---------------------------- | ------------- |
| 1960/61 | Steagul Rosu Brasov          | Romania       |
| 1961/62 | Olympiakos El Pireu          | Grècia        |
| 1962/63 | No es disputà                | -             |
| 1963/64 | Rapid Bucuresti              | Romania       |
| 1964-66 | Rapid Bucuresti              | Romania       |
| 1966/67 | Fenerbahçe Istanbul          | Turquia       |
| 1967/68 | Beroe Stara Zagora           | Bulgària      |
| 1969    | Beroe Stara Zagora           | Bulgària      |
| 1970    | Partizani Tirana             | Albània       |
| 1971    | Panionios Atenes             | Grècia        |
| 1972    | Trakia Plovdiv               | Bulgària      |
| 1973    | Lokomotiv Sofia              | Bulgària      |
| 1974    | Akademik Sofia               | Bulgària      |
| 1975    | Radnicki Nis                 | RF Iugoslàvia |
| 1976/77 | Dinamo Zagreb                | RF Iugoslàvia |
| 1977/78 | Panathinaikos Atenes         | Grècia        |
| 1978    | NK Rijeka                    | RF Iugoslàvia |
| 1979/80 | Sportul Studentesc Bucuresti | Romania       |
| 1980/81 | Velez Mostar                 | RF Iugoslàvia |
| 1981-83 | Beroe Stara Zagora           | Bulgària      |
| 1983/84 | Beroe Stara Zagora           | Bulgària      |
| 1984/85 | Iraklis Thessaloniki         | Grècia        |
| 1986    | Slavia Sofia                 | Bulgària      |
| 1987/88 | Slavia Sofia                 | Bulgària      |
| 1988/89 | OFI Iraklion                 | Grècia        |
| 1989/90 | No es disputà                | -             |
| 1990/91 | Inter Sibiu                  | Romania       |
| 1991/92 | Sariyer GK                   | Turquia       |
| 1992/93 | Edessaikos                   | Grècia        |
| 1993/94 | Samsunspor                   | Turquia       |